# بخش مونتروس
بخش مونتروس (به اسپانیایی: Departamento Monteros) یک منطقهٔ مسکونی در آرژانتین است که در استان توکومان واقع شده‌است. بخش مونتروس ۱٬۱۶۹ کیلومتر مربع مساحت و ۵۸٬۴۴۲ نفر جمعیت دارد.